# WFOX-TV
WFOX-TV（チャンネル30）は、アメリカ・フロリダ州ジャクソンビルにあるテレビ局で、FOXネットワークと提携している。コックス・メディア・グループが所有しており、ホフマン・コミュニケーションズ（Hoffman Communications）との共同販売および共有サービス契約（JSA/SSA）に基づいて、CBS系列のWJAX-TV （チャンネル47）に特定のサービスを提供している。WFOX-TVはセントラル・パークウェイ（Central Parkway）のスタジオを共有し、送信所はジャクソンビルのサウスサイドセクションのホーガン・ロード（Hogan Road）にある。

## 歴史

### 1980年代の初期の歴史
1981年2月15日にWAWS-TVとして開局した（「-TV」接尾辞は1981年10月8日にコールサインから削除された）。これは、ジャクソンビル市場に開局した最初の一般娯楽独立局だった。市場初の非ネットワーク局であるWXAO-TV（チャンネル47、後に将来の姉妹局WJAX）から1年以上後に開局した。しかし、WXAOは主に宗教放送局だった。初代スタジオと送信所設備は、キラーニー・ショアーズ（Killarney Shores）アンテナファームの一部であるジャクソンビルのサウスサイドにあるホーガン・ロード（Hogan Road）にありました。クラウン・ブロードキャスティングによって設立されたが、開局する直前に、ニューバーンにABC系列のWCTIとロチェスターに独立局WUHFを所有するマルライト・コミュニケーションズ（Malrite Communications）に売却され、アニメ、映画、シットコム、ドラマシリーズからなる一般的なエンターテインメント形式を維持した。
WAWSは、1986年10月9日にフォックス放送ネットワークが開始された時に、同ネットワークのチャーター系列局になった。ネットワークの初期の他のFOX加盟局の場合と同様に、FOXの最初のスケジュールは月曜日から金曜日の夜の1時間の深夜番組で構成されていたのに対し、1987年4月に追加されたプライムタイムスケジュールは、週末のその期間中のその時間の番組のみで構成されていたため、チャンネル30は独立局の方法で番組を続けた（FOXは、1993年9月まで、週7夜の番組を放送しなかった）。FOXが毎晩番組を放送し始めるまで、WAWSは、ネットワークが番組を提供しなかった夜8:00に長編映画を放送した。

### クリア・チャンネルの所有権
1989年、マルライトはWAWSを、近くのペンサコーラ/モービル市場、WPMI-TV（現：NBC系列）で最初の独立局を購入し、これまでに所有した最初のテレビ局だったサンアントニオに本拠を置くクリア・チャンネル・コミュニケーションズ（Clear Channel Communications、現：iHeartMedia）に売却した。1990年代半ばから後半にかけての多くのFOX系列の傾向と同様に、WAWSは番組をトーク番組やリアリティ番組にシフトし始め、クラシックなシットコムへの依存を減らした。1995年、クリア・チャンネルは、ローカルマーケティング契約に基づいてチャンネル47（後にWNFTになる）の管理を開始した。2つの放送局は、WAWSで最強のシンジケート番組を放送しながら、番組編成とリソースをプールした。クリア・チャンネルは、2000年にUPN系列のWTEV-TVになり、ジャクソンビル市場で2番目のテレビ複占を生み出したチャンネル47を購入した。

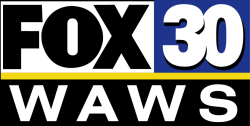
2001年から2009年4月12日まで使用されていた以前のロゴ。

WTEVが長年の系列であるWJXTからCBSとの提携を取り、ポスト＝ニューズウィーク・ステーションズがCBSに逆報酬を要求して番組編成を搬送し、ネットワークスケジュール全体をパターンで実行するよう要求した後、ネットワークを削除した。WAWSは、2002年7月15日に、ローカルのニュース速報と荒天報道の先取りのみを許可し、UPN加盟の地元の権利を引き継ぎ、プライムタイムニュース番組、及び土曜日に、FOXの競合する子供向けブロックであるFoxBox（後に4Kids TVとして知られる）の既存の搬送に加えて、日曜日から金曜日朝に放送された子供向け番組ブロック『Disney's One Too』に続いて毎週夜23:00から翌1:00までネットワークの夜の番組を二次的に放送した。また、WTEVがスケジュールを実行する余地がなくなったシンジケートシットコムもいくつか買収した。このシフトにより、ジャクソンビルはアメリカで唯一のテレビ市場の1つになり、当時の6つの主要な放送ネットワーク（ABC、CBS、NBC、FOX、UPN、The WB）全てが6局市場で5局のみと提携し（これは、現在のUPNとThe WBの後継であるThe CWとマイネットワークTVの場合に当てはまる）、4大ネットワーク系列局のそれぞれが2つの会社によって管理されている唯一の市場であるアメリカで唯一のテレビ市場の1つである（当時、ガネット・カンパニーはNBC系列のWTLV（チャンネル12）とABC系列のWJXX（チャンネル25）を所有しており、どちらも現在、放送・デジタルメディアのスピンオフであるテグナが所有している）。
2006年1月24日、タイム・ワーナーとCBSコーポレーションのワーナー・ブラザースユニットは、両社がそれぞれUPNとThe WBを閉局し、合弁事業に参入して、当初、両方の前身ネットワークからの高視聴率の番組と（そして、The WBのスケジューリングモデルと殆どの番組編成運用を想定した）、新ネットワーク専用に開発された新しいコンテンツを組み合わせたものである、新しい「第5の」放送テレビネットワーク「The CW」を形成した。同年2月22日、ニューズ・コーポレーションは、FOXテレビジョン・ステーションズとそのシンジケート部門である20th テレビジョンが運営する新しい「6番目の」放送ネットワークであり、The CWと競争し、チャーターCW系列として指定されていないUPN・WB系列局に、独立局への変換以外の別のオプションを提供するために作成された「マイネットワークTV」の開局を発表した。
同年3月28日、当時の所有者であるメディア・ゼネラルは、The WB系列のWJWB（チャンネル17）がCWの市場のチャーターアフィリエイトになることを発表した（後でコールサインをWCWJに変更）。7月12日、クリア・チャンネルは、WAWSが新しい2番目のデジタルサブチャンネルを引き継ぐことになるマイネットワークTVのジャクソンビル地域の系列局になることを確認した。ただし、新しい2番目のデジタルサブチャネルが開始されるまで、WAWSは、メインチャンネルで平日23:00から翌1:00までマイネットワークTV番組を放送してした。マイネットワークTVの番組は、サブチャンネルが2007年1月に開局すると、WAWS-DT2に移行し、推奨される20:00から22:00の時間帯に放送され、それ以外の時間には、バラエティ・テレビジョン・ネットワーク（2009年以降はMeTV）からの番組が放送される。

### ニューポート・テレビジョンの所有権
2007年4月20日、クリア・チャンネルは、プライベートエクイティファームのプロビデンス・エクイティ・パートナーズが管理する新たに結成されたテレビ局グループであるニューポート・テレビジョンにテレビ局を売却する契約を締結した。WTEVも取引に含まれていたため、これはFCCの規則に違反しており、クリア・チャンネルが複占に関する委員会の1日の評価基準の範囲外にある、より低い評価を持っていたUPN系列局であった時にWTEVを購入したため、単一の企業が単一の市場で最も評価の高い4つの放送局のうち2つを共有することはできなかった（この時点で、WTEVは1日の視聴者数でWJXTとWCWJを上回った）。その結果、FCCはニューポート・テレビジョンにWAWSとWTEVを取得するための一時的な免除を認めたが、ニューポートは売却の完了から6か月以内に2つの放送局の1つを売却した。2008年3月14日にグループ契約が成立した後、ニューポートは当初、WTEVを維持しながらWAWSを別の会社に売却することを計画していた。
2008年5月21日、ハイ・プレーンズ・ブロードキャスティング（High Plains Broadcasting）は、影響を受ける市場（ジャクソンビルを含む）での所有権の競合のため、WTEVと他の6つのステーションのライセンス資産をニューポート・テレビジョンから購入することに同意した。ただし、この特定の取引は名前のみの販売として行われたため、ニューポートは同年9月15日に販売が完了した後も、共有サービス契約に基づいて運用し続けた（したがって、WTEVはWAWSの姉妹アウトレットのままになった）。それは事実上、ネクスター・ブロードキャスティング・グループとミッション・ブロードキャスティング、シンクレア・ブロードキャスト・グループとカニンガム・ブロードキャスティングの間の既存の関係と同様で、ハイ・プレーンズ・ブロードキャスティングをニューポート・テレビジョンのフロント企業または「ペーパーカンパニー」にした。この取り決めはまた、WAWSを、CBS系列局との仮想複占におけるFOX系列局としてのシニアパートナーであるという珍しい立場に置いた（FOX加盟局は通常、FOX系列局とビッグスリー系列局が関与する殆どの仮想または合法複占のジュニアパートナーとして機能する）。WAWSは、ジャクソンビル市場で唯一、主要なネットワーク系列を変更したことのないテレビ局である。

### コックス・メディア・グループの所有権
2012年7月19日、ニューポート・テレビジョンは、オクラホマ州タルサにあるFOX系列のKOKI-TVとマイネットワークTV系列のKMYT-TVの姉妹複占も含む4局契約で、WAWSとWTEV-TVをコックス・メディア・グループに売却したことを発表した。コックスへの売却により、WAWSとWTEVは、ジャクソンビルにある同社のラジオ局群（WOKV（690 AM及び106.5 FM、現：WXXJ）、WFYV-FM（104.5、現：WOKV-FM）、WJGL（96.9）、WXXJ（102.9、現：WEZI）、WAPE-FM（95.1））、及びABC系列のWFTVと独立局WRDQのコックスのオーランド複占と共通の所有権の下に置かれた。2008年にWTEVのライセンスを別のライセンシーに譲渡することを強制したのと全く同じ規則により、コックスはWAWSを完全に取得し、WTEVのライセンス資産をベイショア・テレビジョン（Bayshore Television）、LLCに譲渡し、ベイショア・テレビジョン、LLCはコックスと共同販売及び共有サービス契約を締結した。FCCは同年10月24日に取引を承認し、関係する3社は12月3日に取引を完了した。
2014年8月26日、コックスは、同年7月30日に代理店に依頼したことにより、FCCの承認を条件としてWAWSのコールサインをWFOX-TVに変更する意向を発表した。フロリダ・タイムズ＝ユニオンへの電子メールで、ゼネラルマネージャーのジム・ゼルウェフ（Jim Zerwekh）は、この変更は、FOXの10の最強の系列局の1つとしての放送局のステータスをよりよく反映すると述べた。ニューヨーク市やロサンゼルスに拠点を置く、沿岸の旗艦であるABC、NBC、CBSの放送局を直営しているコールサインの使用法は、ネットワークパートナーの名前をコールサインに組み込む他の放送局とは異なる。ただし、WFOXコールは、元親会社であるメトロメディアが1986年に同ネットワークの初代親会社であるニューズ・コーポレーションによって購入される前に持っていた以前のWNEWコールサインに一部由来していおり、WNYWコールを担っているニューヨーク市でのO&OにFOXによって使用されなかった。コックスが1996年から2013年まで所有していた（現：シンクレア・ブロードキャスト・グループが所有）テキサス州エルパソのKFOX-TVにも同様の状況があり、レガシーKTTVコールサインを使用するFOXのロサンゼルスO&Oではまだ使用されていなかったため、1994年にこれらのコールを採用した。WFOX-TVへの変更と同時に、姉妹局WTEV-TVはWJAX-TVに名前が変更された。変更は2014年9月7日に発効した。
2019年2月、 アポロ・グローバル・マネジメントがコックス・メディア・グループとノースウエスト・ブロードキャスティングの放送局を買収すると発表された。グループはテリア・メディア（Terrier Media）という名前で運営する予定だったが、2019年6月に、アポロがコックスのラジオ及び広告事業も買収し、コックス・メディア・グループの名前を維持することが発表された。売却は同年12月17日に完了した。

## ニュース運用
WFOX-TVは現在、毎週50時間のローカルで制作されたニュース番組を放送している（平日：8時間、土・日曜日：5時間）。さらに、週末夜の22:30に放送される30分のスポーツハイライト番組『Action Sports Jax Primetime』を制作している。WFOXは、ジャクソンビル国際空港近くの国立気象局予報局からのドップラー・レーダーデータを利用している。
1991年、当時のABC系列のWJKS（現：WCWJ）は、WAWSとニュース共有契約を結び、『Fox 30 First Coast News』（WTLVとWJXXの間で共有されている現在のニュース運用『First Coast News』と混同しないこと）というタイトルの毎晩プライムタイムのニュース番組を22:00に制作した。WJKSがWJXXへのABCの提携を失うことに備えてニュース部門を閉鎖すると発表する少し前に、クリア・チャンネルはWAWSのニュース部門に投資することを決定した。WJKSが制作したニュース放送は、ニュース部門が1996年12月29日に閉鎖された時に終了した。WAWSは、翌日12月30日に独自の社内ニュース部門を立ち上げ、毎晩22:00のニュース放送を30分放送し、平日23:00のニュース放送も30分放送した（後者の放送は最終的に22:30に移動され、プライムタイムのニュース放送が1時間に拡大される）。
平日朝のニュースは3時間半（1999年）、平日の午後4時のニュースキャストは1時間（2001年）など、今後数年間で、さらに多くのニュース放送が追加された。WAWSはまた、1999年に姉妹局WTEV向けの平日18:30のニュース番組の制作を開始した。2002年7月にWTEVがUPNからCBSに切り替えた後、同局はWAWSとの共有ニュース部門の管理を開始し、両方の局でのニュース放送の一次制作を引き継いだ。チャンネル47はまた、ローカルニュース番組を大幅に拡大し、月曜日から金曜日の5:30（事実上、WAWSから「移動」し、UPN番組を同時に想定して、番組を『Disney's One Too』ブロックからの宗教番組と子供向け番組に置き換えた）、正午、17:00、17:30、18:00、23:00のフルスレートニュース放送と週末夜のニュース放送を追加した。当初、両方の放送局は、WAWSまたはWTEVのいずれかにのみ表示される特定の主要な担当者（ニュースアンカーなど）を維持していた。さらに、ニュース放送は別々のオンエアブランディングとグラフィックパッケージを使用し、WTEVのニュース放送は、2つのアウトレットを区別し、別々のオンエアIDを保持するために、複占のニュースルームから実施された。WAWSは、最終的に2007年に16:00のニュースを終了した。
WAWSは、2007年8月27日のチャンネル30の22:00のニュースのアンカーとしてWAWS/WTEVに参加したマーク・スペイン（以前はWJXXで19:00のアンカーを務めていた）を雇った。皮肉なことに、ちょうど数週間前に『First Coast News』の平日朝の交通リポーターのミシェル・ジェイコブスも雇った（彼女は最終的に2008年10月にWTLVとWJXXに戻る）。彼女が去った直後、WAWSは週末の気象学者としてジュリー・ワトキンス（以前はオーランドのWFTVに移る前に『First Coast News』で働いていた）を雇った。2000年代後半、WTEVの平日朝のニュースがWAWSで同時放送され始めた。この変更に対応して、『Action News This Morning』は2時間に延長され（5:00～7:00）、番組の2時間の延長（7:00～9:00）が最終的にWAWSに追加された。
2009年4月13日、WTEVとWAWSは、おそらくライバルのWTLVとWJXXの『First Coast News』の運営と競争する方法として行われたもので、それぞれのニュース放送に単一のオンエアIDを利用し始め、ニュース番組をまとめて『Action News』としてブランド化した。オーバーホールに伴い、新しいセット（WAWSは毎晩22:00のニュース用に別のセットを維持）、オンエアグラフィック、気象センター、ウェブサイトを導入した。2010年1月31日、WTEV/WAWSは、ジャクソンビル市場で2番目のテレビニュース事業となり、ローカルニュース放送を高解像度で放送し始めた（2009年1月14日にアップグレードされたWJXTの後、WTLV/WJXXは、WAWS/WTEVが高解像度ニュース放送に変換した翌日にニュース放送をHDにアップグレードした）。2010年、WAWS/WTEVは、4:30にチャンネル30の平日朝のニュース放送の30分延長の放送を開始した（WTEVは、30分のテープ遅延で4:30枠に『CBSモーニングニュース』を配信しているため、5:00に朝のニュースを開始し続ける）。2010年9月19日、WAWSはニュース番組の「Fox 30」ブランドを復活させ、FOX直営局の標準化された外観に基づいて、ホットハウス・クリエイティブ（Hothaus Creative）（元々は、社内ニュース放送のリニューアルのために、2008年にサンディエゴの仲間のFOX系列局KSWB-TVのために作成された）による新しいロゴとグラフィックパッケージを採用した。
2014年5月28日、コックス・メディア・グループの経営陣は、ニューススタッフの再編において、5人のWAWS/WTEVアンカー（平日アンカーのマーク・スペイン、テラ・バルツ（22:00のニュースのアンカーを務めた）、ペイジ・ケルトン（後者は発足以来ニュース部門に所属しており、当初はWAWSの22:00と23:00のニュースのアンカーとして機能していた）、朝のアンカーであるリンジー・ガードナーとマイク・バルツ）を解雇した。5人のアンカー全てが9月1日またはその前後に退職した。レイオフは、ジャクソンビル市議会議長のビル・ギルフォードから、コックス・メディア・グループが5つのアンカーを切断する際に「悪い判断を下した」との批判を集めた。
2014年9月27日、WFOX-TVは、『Action News This Morning』を週末に拡大し、土曜日の3時間の放送を6:00から9:00まで、日曜日の放送を6:00から8:00まで2時間放送した。番組の平日朝版の5:00から7:00の部分とは異なり、週末朝のニュース放送はWJAX-TVで同時放送されない。2016年1月11日、WFOXは、月曜日から金曜日夜の18:00に1時間の夕方ニュース放送を初放送した。最初の30分間はWJAXの既存の18:00のニュースの同時放送であり、次の30分間（WJAXが『CBSイブニングニュース』を放送している間）はWFOX専用である。 

### 注目すべき現在のスタッフ
- マイク・ビュレシュ（英語版）（AMS認定放送気象学者の承認シール） - 主任気象学者

### 著名な元スタッフ
- マイク・バルツ（英語版） - アンカー
- マーク・スペイン（英語版） - アンカー

## 技術情報

### サブチャンネル
デジタル信号は多重化されている。
| チャンネル | 解像度 | アスペクト比 | ショートネーム | 番組編成                 |
| ---------- | ------ | ------------ | -------------- | ------------------------ |
| 30.1       | 720p   | 16:9         | WFOX-HD        | メインWFOX-TV番組/FOX    |
| 30.2       | 480i   | 16:9         | WFOX-MY        | マイネットワークTV＆MeTV |
| 30.3       | 480i   | 16:9         | WFOX-HI        | ヒーローズ&アイコンズ    |
| 30.4       |        |              |                | テレムンド（近日）       |

### アナログ-デジタル変換
2009年6月12日、WFOX-TV（WAWSとして）は、連邦政府が義務付けたアナログからデジタルテレビへの移行の一環として、 UHFチャンネル30でアナログ信号を終了した。局のデジタル信号は、遷移前のUHFチャネル32に残った。プログラム及びシステム情報プロトコル（PSIP）を使用することにより、デジタルテレビ受信機はWFOX-TVの仮想チャンネルを30として表示する。